# Federazione pallavolistica di Nauru
La Federazione nauruana di pallavolo (eng. Nauru Volleyball Association, NVA) è un'organizzazione fondata per governare la pratica della pallavolo a Nauru.
Organizza il campionato maschile e femminile, e pone sotto la propria egida la nazionale maschile e femminile.
Ha aderito alla FIVB nel 1951.